# 王寺鉄道部
王寺鉄道部（おうじてつどうぶ）とは、奈良県北葛城郡王寺町にある西日本旅客鉄道（JR西日本）の鉄道部の一つであった。
本項では、王寺・五条地区での車両基地についても記述する。

## 概要
ローカル線の活性化と効率的な鉄道運営ができるように1991年4月1日から鉄道部制度を導入し、奈良県内の地方交通線である桜井線（奈良駅構内を除く）全線と和歌山線王寺駅（構内を除く） - 五条駅間を王寺鉄道部が運営するように改められた。
王寺駅構内に位置しており、近畿統括本部が管轄している。2022年9月30日以前は近畿統括本部傘下の大阪支社が管轄していた。京阪神エリアで現存する唯一の鉄道部である。

## 乗務範囲
- 桜井線（万葉まほろば線）：全線
- 和歌山線：王寺駅 - 五条駅間
- 関西本線（大和路線）：佐保信号場 - 奈良駅間（回送列車のみ）

## 歴史
- 1907年（明治40年）10月1日：王寺機関区が発足[3]。
- 1984年（昭和59年）7月1日：奈良電車区の発足により、王寺支区として開設[4]。
- 1985年（昭和60年）3月14日：王寺機関区が廃止[4]。
- 1991年（平成3年）4月1日：鉄道部制度に伴い、第2次鉄道部として発足[5]。奈良電車区王寺支区が統合される[6]。
- 2023年（令和5年）6月1日：王寺鉄道部が廃止され、和歌山線の畠田駅 - 五条駅間は王寺駅、桜井線全線は奈良駅、保線部門は大和路線保線区に移管、乗務員は王寺電車区として新規発足。